# Классенс, Густав
Гу́став Кла́ссенс (нем. Gustav Classens; родился 12 октября 1894 года, Ахен — умер 18 июня 1977 года, Бонн) — немецкий дирижёр и педагог.

## Биография
Гюстав Классенс, являясь учеником Г. Абендрота, окончил Кёльнскую консерваторию. В 1923 году дирижировал инаугурационным концертом основанного Абендротом Кёльнского камерного оркестра и в дальнейшем неоднократно выступал с этим коллективом.
В 1933—1949 гг. Классенс занимал должность генеральмузикдиректора Бонна, то есть был руководителем Боннского городского оркестра и Боннской оперы. В 1949 году Гюстав, оставив этот пост, основал Боннское баховское общество и руководил им вплоть до 1971 года, исполняя широкий круг сочинений Иоганна Себастьяна Баха, Георга Фридриха Генделя, Йозефа Гайдна, Иоганнеса Брамса и других. В 1952—1966 годах Г. Классенс одновременно преподавал музыку в педагогическом колледже в Бад-Годесберге.